# Quxia (köpinghuvudort i Kina, Jiangsu Sheng, lat 32,10, long 120,16)
Quxia är en köpinghuvudort i Kina. Den ligger i provinsen Jiangsu, i den östra delen av landet, omkring 130 kilometer öster om provinshuvudstaden Nanjing. Antalet invånare är 23 410. Befolkningen består av 12 099 kvinnor och 11 311 män. Barn under 15 år utgör 10,0 %, vuxna 15-64 år 69 %, och äldre över 65 år 20,0 %.
Runt Quxia är det tätbefolkat, med 735 invånare per kvadratkilometer. Närmaste större samhälle är Taixing, 15,4 km nordväst om Quxia. Trakten runt Quxia består till största delen av jordbruksmark.
Genomsnittlig årsnederbörd är 1 307 millimeter. Den regnigaste månaden är juli, med i genomsnitt 264 mm nederbörd, och den torraste är januari, med 34 mm nederbörd.